# San Dorligo della Valle
San Dorligo della Valle (sł. Dolina) – etnicznie słoweńska miejscowość i gmina we Włoszech, w regionie Friuli-Wenecja Julijska, w prowincji Triest.
Według danych na rok 2004 gminę zamieszkiwało 5926 osób, 246,9 os./km².

## Miejscowości
- Bagnoli della Rosandra (Boljunec)
- Bagnoli Superiore (Gornji Konec)
- Bottazzo (Botač)
- Caresana (Mačkolje)
- Crociata (Križpot)
- Crogole (Kroglje)
- Dolina
- Domio (Domjo)
- Draga
- Francovez (Frankovec)
- Grozzana (Gročana)
- Hervati (Hrvati)
- Lacotisce (Lakotišče)
- Log
- Mattonaia (Krmenka)
- Moccò (Zabrežec)
- Monte d'Oro (Mont)
- Pesek
- Prebeneg
- Puglie (Pulje)
- San Giuseppe della Chiusa (Ricmanje)
- San Lorenzo in Selva (Jezero)
- Sant'Antonio in Bosco (Boršt)